# Lijst van Solvayraden
De solvayraad is een internationale conferentie voor fysici, chemici en biologen, voor het eerst georganiseerd door Ernest Solvay in 1911 en tegenwoordig door de door hem opgerichte organisatie, het Internationaal Instituut voor Fysica en Chemie.

## Solvayraden
- De voorzitters van de conferentie worden in het vet aangeduid.
- Solvayraden voor Fysica in het geel
- Solvayraden voor Chemie in het blauw
- Solvayraden voor Biologie in het groen

| #   | Datum           | Plaats                     | Aanwezigen | Titel                                                                                                | Beschrijving                                     |
| --- | --------------- | -------------------------- | --- | --- | ------------------------------------------------ |
| 1   | 29 oktober 1911 | Hotel Métropole te Brussel | (23) Hendrik Lorentz, Ernest Rutherford, Marie Curie, Paul Langevin, Walther Nernst, Niels Bohr, Erwin Schrödinger, Albert Einstein, Max Planck, Ernest Rutherford, Robert Goldschmidt, Heinrich Rubens, Arnold Sommerfeld, Frederick Lindemann, Martin Knudsen, Friedrich Hasenöhrl, Georges Hostelet, Édouard Herzen, James Jeans, Heike Kamerlingh Onnes, Marcel Brillouin, Ernest Solvay, Emil Warburg, Jean Baptiste Perrin, Wilhelm Wien, Henri Poincaré en Maurice de Broglie                                          | La théorie du rayonnement et les quanta                                                              | 11 van de 23 aanwezigen zijn Nobelprijswinnaars. |
| 2   | 1913            | Hotel Métropole te Brussel | () Hendrik Lorentz, Jules-Émile Verschaffelt, Max von Laue, Heinrich Rubens, Robert Goldschmidt, Herzen, Lindemann, Louis de Broglie, Pope, Gruneisen, Hostelet, Hasenohrk, Jeans, Bragg, Marie Curie, Sommerfeld, Albert Einstein, Knudsen, Langevin, Nernst, Rutherford, Wien, J.J. Thomson, Warburg, Brillouin, Barlow, Kamerlingh Onnes, Wood, Gouy, Weiss | La structure de la matière                                                                           |                                                  |
| 3   | 1921            | Hotel Métropole te Brussel | () Hendrik Lorentz | Atomes et électrons                                                                                  |                                                  |
| 1'  | 1922            |                            | () William Jackson Pope, | Cinq Questions d'Actualité                                                                           |                                                  |
| 4   | 1924            | Hotel Métropole te Brussel | () Hendrik Lorentz | Conductibilité électrique des métaux et problèmes connexes                                           |                                                  |
| 2'  | 1925            |                            | () William Jackson Pope, | Structure et Activité Chimique                                                                       |                                                  |
| 5   | 1927            | Hotel Métropole te Brussel | (29) Hendrik Lorentz, Auguste Piccard, Émile Henriot, Paul Ehrenfest, Édouard Herzen, Théophile De Donder, Erwin Schrödinger, Jules-Émile Verschaffelt, Wolfgang Pauli, Werner Heisenberg, Ralph Howard Fowler, Léon Brillouin, Peter Debye, Martin Knudsen, William Lawrence Bragg, Hendrik Anthony Kramers, Paul Dirac, Arthur Compton, Louis de Broglie, Max Born, Niels Bohr, Irving Langmuir, Max Planck, Marie Curie, Albert Einstein, Paul Langevin, Ch. E. Guye, Charles Thomson Rees Wilson, Owen Willans Richardson | Electrons et photons                                                                                 | 17 van de 29 aanwezigen zijn Nobelprijswinnaars. |
| 3'  | 1928            |                            | () William Jackson Pope, | Questions d'Actualité                                                                                |                                                  |
| 6   | 1930            | Hotel Métropole te Brussel | () Paul Langevin | Le magnétisme                                                                                        |                                                  |
| 4'  | 1931            |                            | () William Jackson Pope, | Constitution et Configuration des Molécules Organiques                                               |                                                  |
| 7   | 1933            | Hotel Métropole te Brussel | () Paul Langevin | Structure et propriétés des noyaux atomiques                                                         |                                                  |
| 5'  | 1934            |                            | () William Jackson Pope, | L'Oxygène, ses réactions chimiques et biologiques                                                    |                                                  |
| 6'  | 1937            |                            | () Frédéric Swarts, | Les vitamines et les Hormones                                                                        |                                                  |
| 7'  | 1947            |                            | () Paul Karrer, | Les Isotopes                                                                                         |                                                  |
| 8   | 1948            | Hotel Métropole te Brussel | () William Lawrence Bragg | Les particules élémentaires                                                                          |                                                  |
| 8'  | 1950            |                            | () Paul Karrer, | Le Mécanisme de l'Oxydation                                                                          |                                                  |
| 9   | 1951            | Hotel Métropole te Brussel | () William Lawrence Bragg, Gerhart Rathenau, Émile Henriot, William Shockley, Alan Cottrell, Jan Burgers | L'état solide                                                                                        |                                                  |
| 9'  | 1953            |                            | () Paul Karrer, | Les Protéines                                                                                        |                                                  |
| 10  | 1954            | Hotel Métropole te Brussel | () | Les électrons dans les métaux                                                                        |                                                  |
| 10' | 1956            |                            | () Paul Karrer, | Quelques Problèmes de Chimie Minérale                                                                |                                                  |
| 11  | 1958            | Hotel Métropole te Brussel | () William Lawrence Bragg | La structure et l'évolution de l'univers                                                             |                                                  |
| 11' | 1959            |                            | () Alfred Rene Ubbelohde, | Les Nucléoprotéines                                                                                  |                                                  |
| 12  | 1961            | Hotel Métropole te Brussel | () William Lawrence Bragg | La théorie quantique des champs                                                                      |                                                  |
| 12' | 1962            |                            | () Alfred Rene Ubbelohde, | Transfert d'Energie dans les Gaz                                                                     |                                                  |
| 13  | 1964            | Hotel Métropole te Brussel | () J. Robert Oppenheimer | The Structure and Evolution of Galaxies                                                              |                                                  |
| 13' | 1965            |                            | () Alfred Rene Ubbelohde, | Reactivity of the Photoexcited Organic Molecule                                                      |                                                  |
| 14  | 1967            | Hotel Métropole te Brussel | () R. Møller | Fundamental Problems in Elementary Particle Physics                                                  |                                                  |
| 14' | 1969            |                            | () Alfred Rene Ubbelohde, | Phase Transitions                                                                                    |                                                  |
| 15  | 1970            | Hotel Métropole te Brussel | () Edoardo Amaldi | Symmetry Properties of Nuclei                                                                        |                                                  |
| 15' | 1970            |                            | () Alfred Rene Ubbelohde, | Electrostatic Interactions and Structure of Water                                                    |                                                  |
| 16  | 1973            | Hotel Métropole te Brussel | () Edoardo Amaldi | Astrophysics and Gravitation                                                                         |                                                  |
| 16' | 1976            |                            | () Alfred Rene Ubbelohde, | Molecular Movements and Chemical Reactivity as conditioned by Membranes, Enzymes and other Molecules |                                                  |
| 17  | 1978            | Hotel Métropole te Brussel | () Léon van Hove | Order and Fluctuations in Equilibrium and Nonequilibrium Statistical Mechanics                       |                                                  |
| 17' | 1980            |                            | () Alfred Rene Ubbelohde, | Aspects of Chemical Evolution                                                                        |                                                  |
| 18  | 1982            | Hotel Métropole te Brussel | () Léon van Hove | Higher Energy Physics                                                                                |                                                  |
| 18' | 1983            |                            | () Ephraim Katchalski & Vladimir Prelog, | Design and Synthesis of Organic Molecules Based on Molecular Recognition                             |                                                  |
| 19  | 1987            | Hotel Métropole te Brussel | () F. W. de Wette | Surface Science                                                                                      |                                                  |
| 19' | 1987            |                            | () F. W. de Wette, | Surface Science                                                                                      |                                                  |
| 20  | 1991            | Hotel Métropole te Brussel | () Paul Mandel | Quantum Optics                                                                                       |                                                  |
| 20' | 1995            |                            | () Pierre Gaspard, | Chemical Reactions and their Control on the Femtosecond Time Scale                                   |                                                  |
| 21  | 1998            | Hotel Métropole te Brussel | () Ioannis Antoniou | Dynamical Systems and Irreversibility                                                                |                                                  |
| 22  | 2001            | Hotel Métropole te Brussel | () Ioannis Antoniou | The Physics of Communication                                                                         |                                                  |
| 23  | 2005            | Hotel Métropole te Brussel | () David Gross | The Quantum Structure of Space and Time                                                              |                                                  |
| 21' | 2007            |                            | () Jean-Pierre Sauvage, | From Noncovalent Assemblies to Molecular Machines                                                    |                                                  |
| 24  | 2008            | Hotel Métropole te Brussel | () Bertrand Halperin | Quantum Theory of Condensed Matter                                                                   |                                                  |
| 22' | 2010            |                            | () Graham Fleming, | Quantum Effects in Chemistry and Biology                                                             |                                                  |
| 25  | 2011            | Hotel Métropole te Brussel | (75) David Gross | The theory of the quantum world                                                                      |                                                  |
| 23' | 2013            |                            | (75) Kurt Wüthrich | New Chemistry and New Opportunities from the Expanding Protein Universe                              |                                                  |
| 26  | 2014            | Hotel Métropole te Brussel | (75) Roger Blandford | Astrophysics and Cosmology                                                                           |                                                  |
| 24' | 2016            |                            | () Kurt Wüthrich & Robert Grubbs | Catalysis in Chemistry and Biology                                                                   |                                                  |
| 27  | 2017            |                            | () Boris Shraiman | The Physics of Living Matter: Space, Time and Information in Biology                                 |                                                  |
| 25' | 2019            |                            | () Kurt Wüthrich & Bert Weckhuysen | Computational Modeling: from Chemistry to Materials to Biology                                       |                                                  |
| 28  | 2022            |                            | () David Gross & Peter Zoller | The Physics of Quantum Information                                                                   |                                                  |
| 26' | 2022            |                            | () Kurt Wüthrich & Ben Feringa | Chemistry Challenges of the 21st Century                                                             |                                                  |
| 29  | 2023            |                            | () David Gross, Marc Mézard & Giorgio Parisi | The Structure and Dynamics of Disordered Systems                                                     |                                                  |
| 1*  | 2024            |                            | () Thomas Lecuit | The Organisation and Dynamics of Biological Computation                                              |                                                  |

## Groepsfoto's

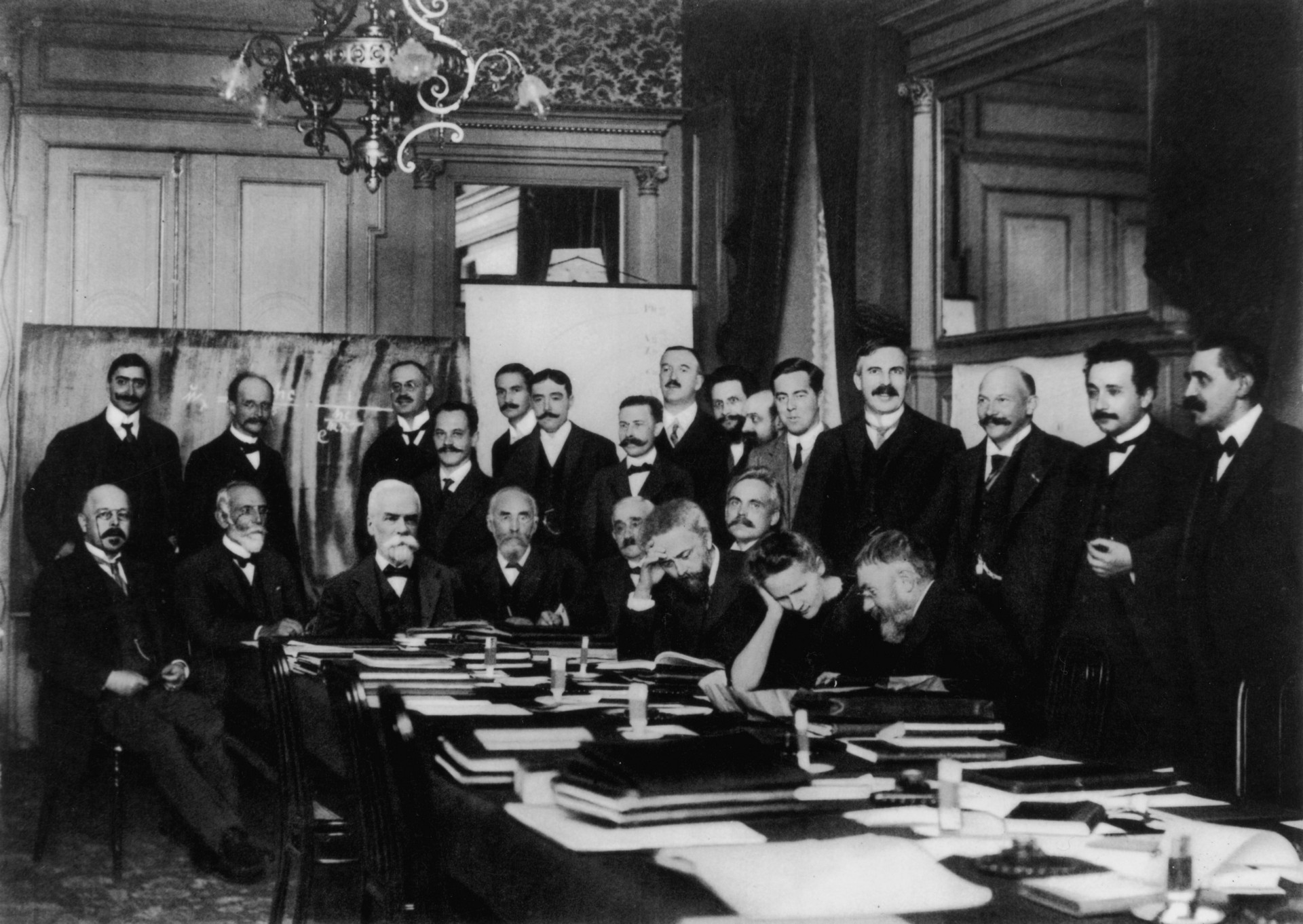
Eerste Solvayraad Fysica, 1911.
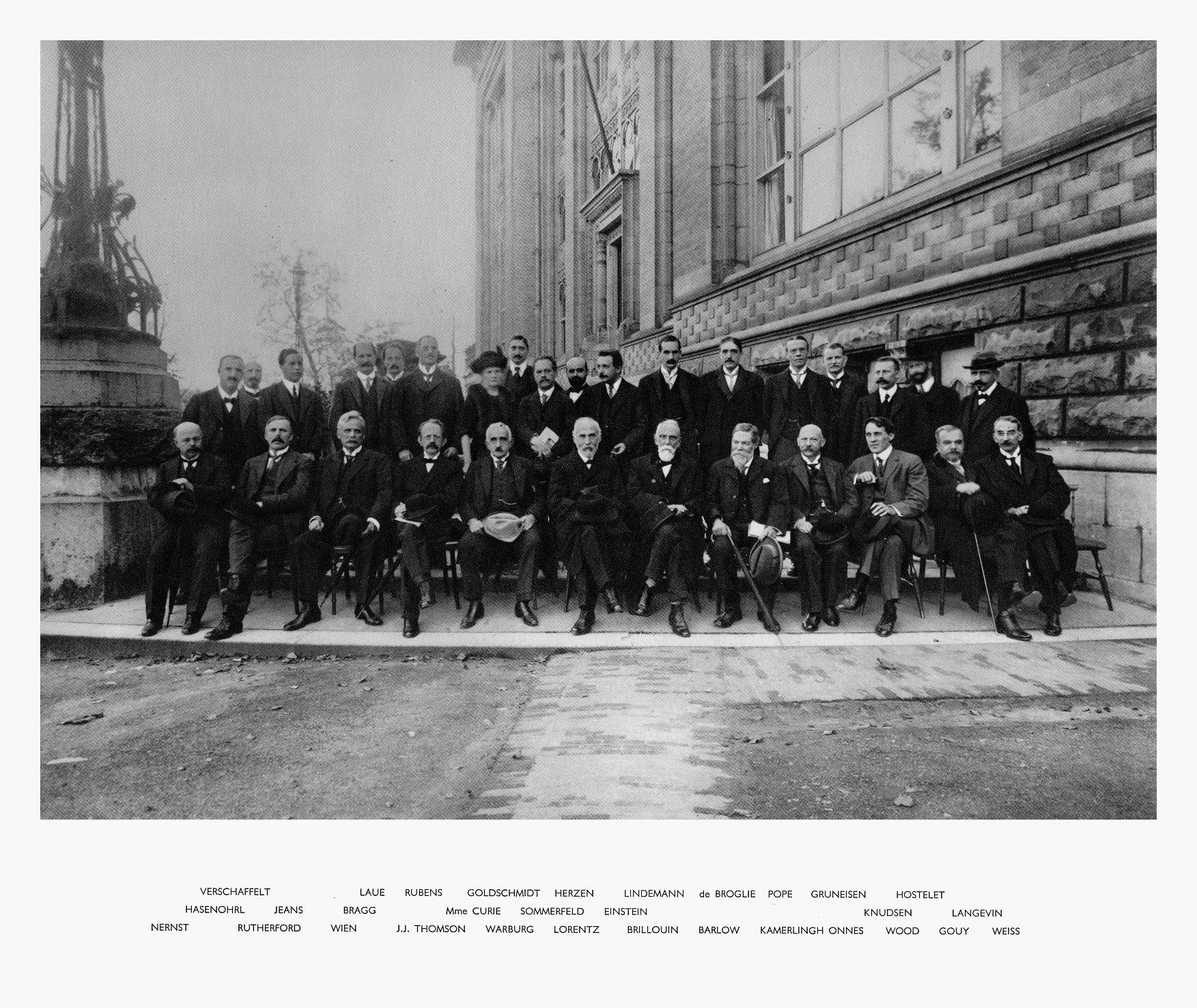
Tweede Solvayraad Fysica, 1913.
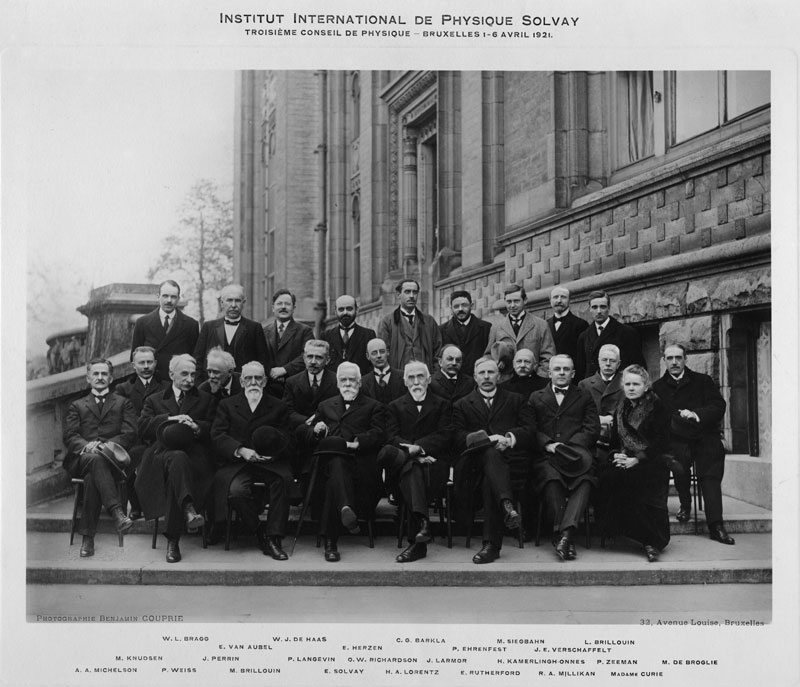
Derde Solvayraad Fysica, 1921.
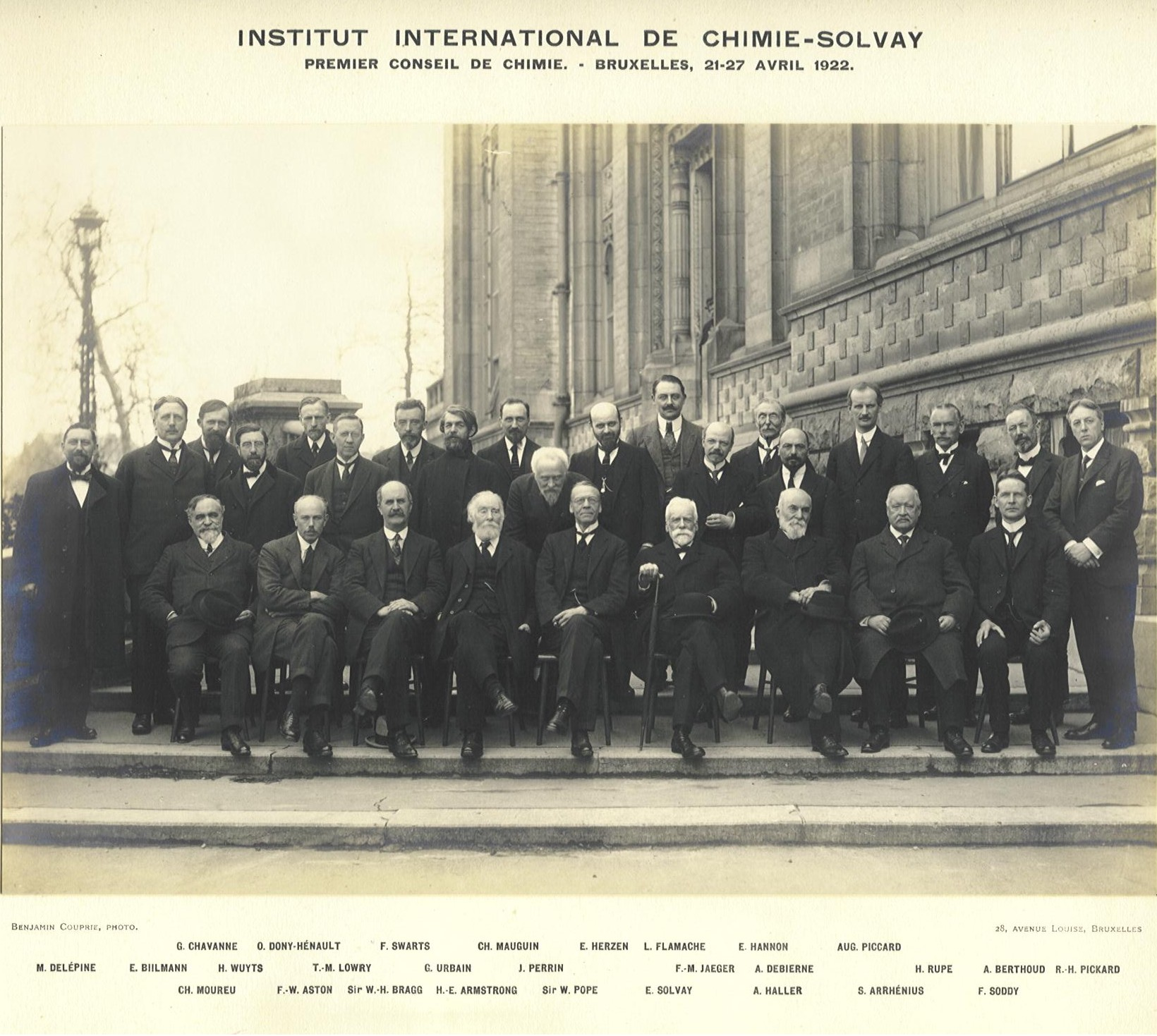
Eerste Solvayraad Chemie, 1922.
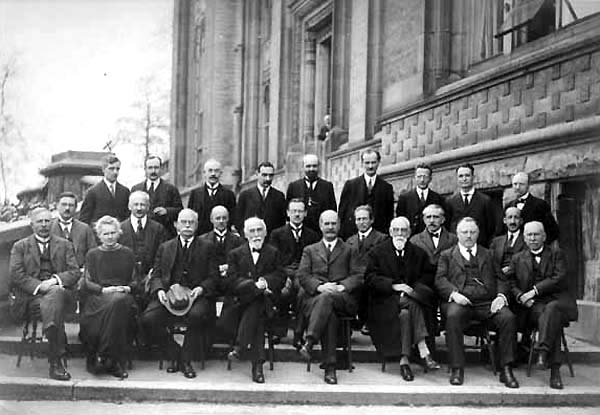
Vierde Solvayraad Fysica, 1924.
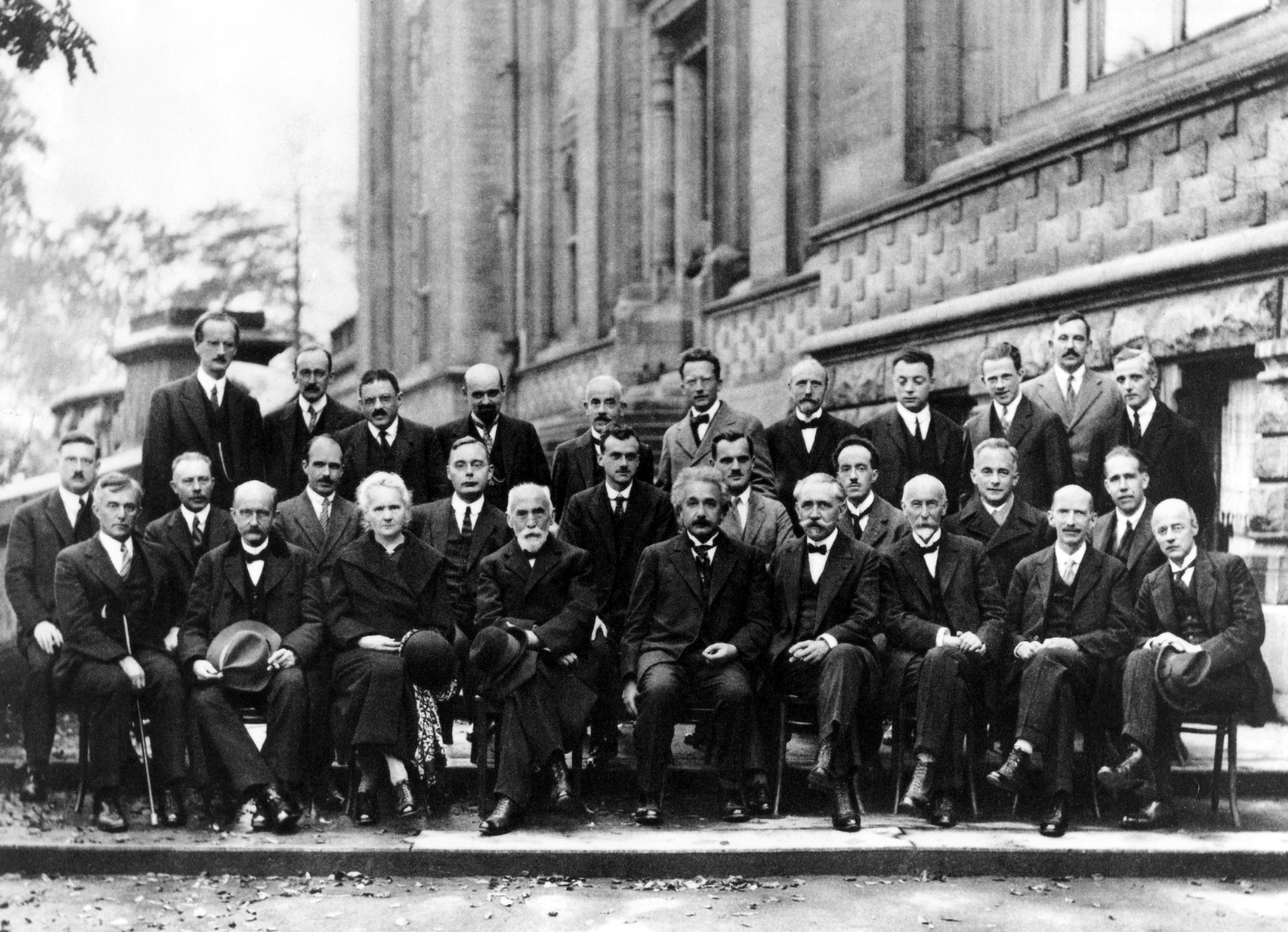
Vijfde Solvayraad Fysica, 1927.
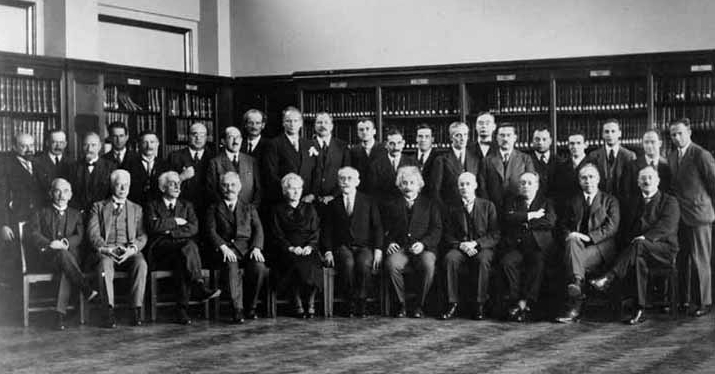
Zesde Solvayraad Fysica, 1930.
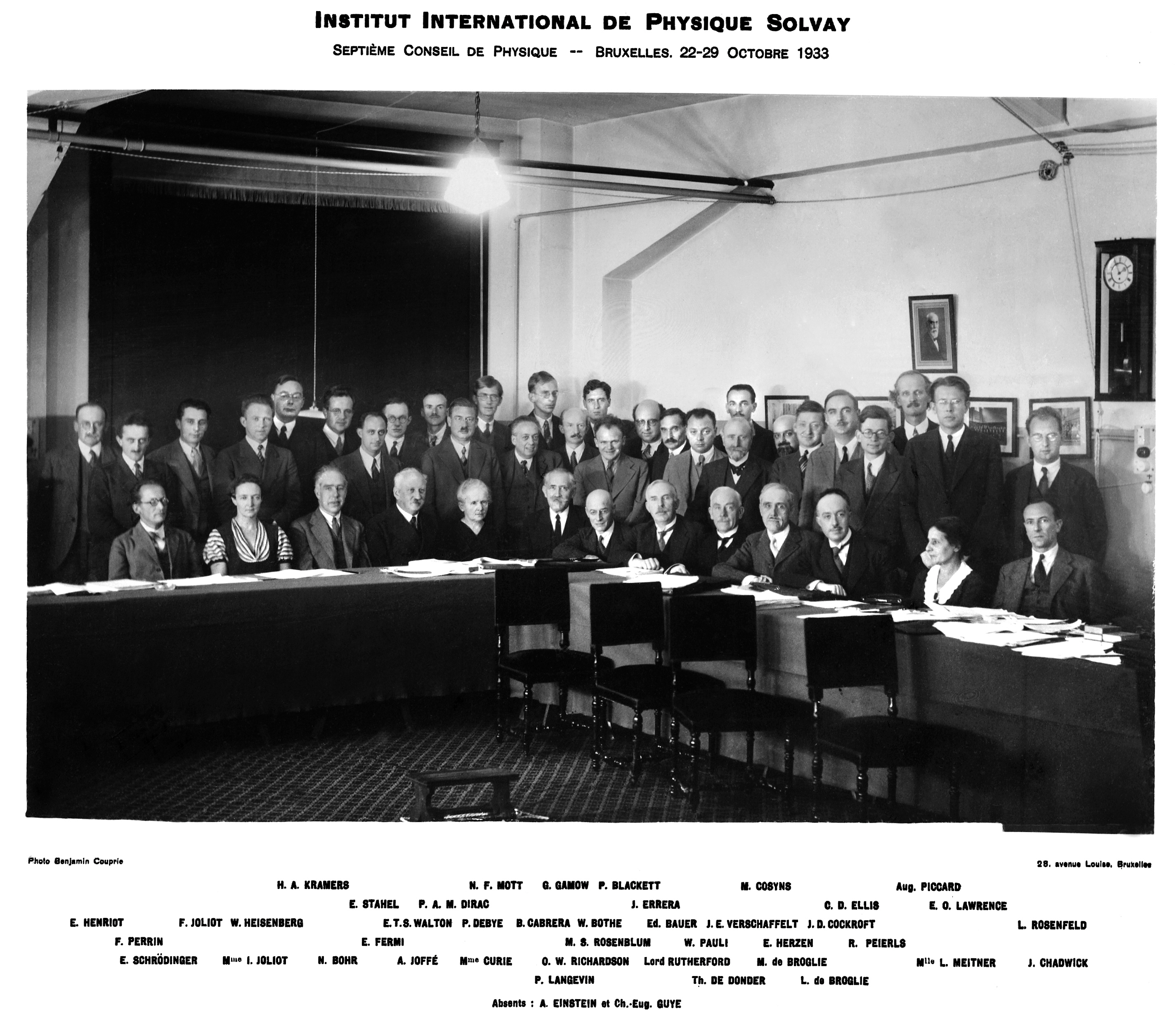
Zevende Solvayraad Fysica, 1933.
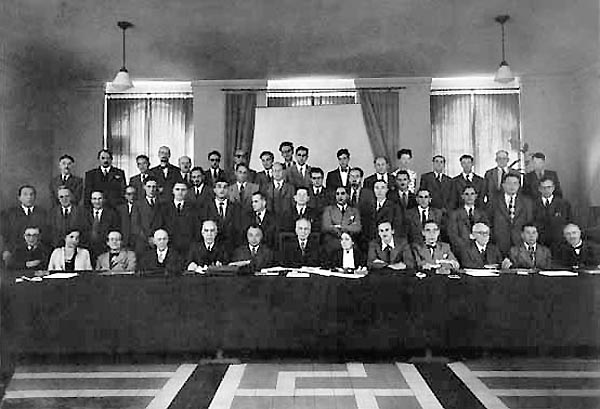
Achtste Solvayraad Fysica, 1948
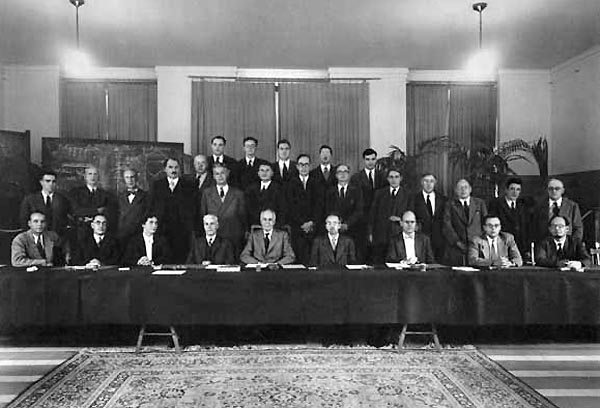
Negende Solvayraad Fysica, 1951
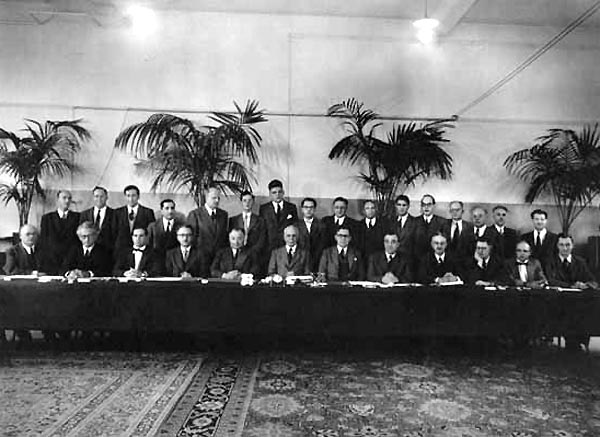
Tiende Solvayraad Fysica, 1954
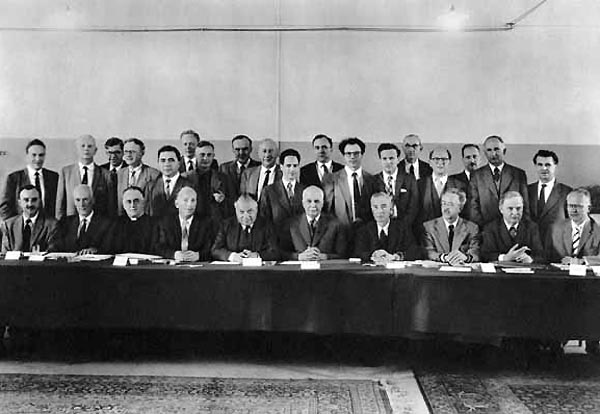
Elfde Solvayraad Fysica, 1958